# Bug Occidental

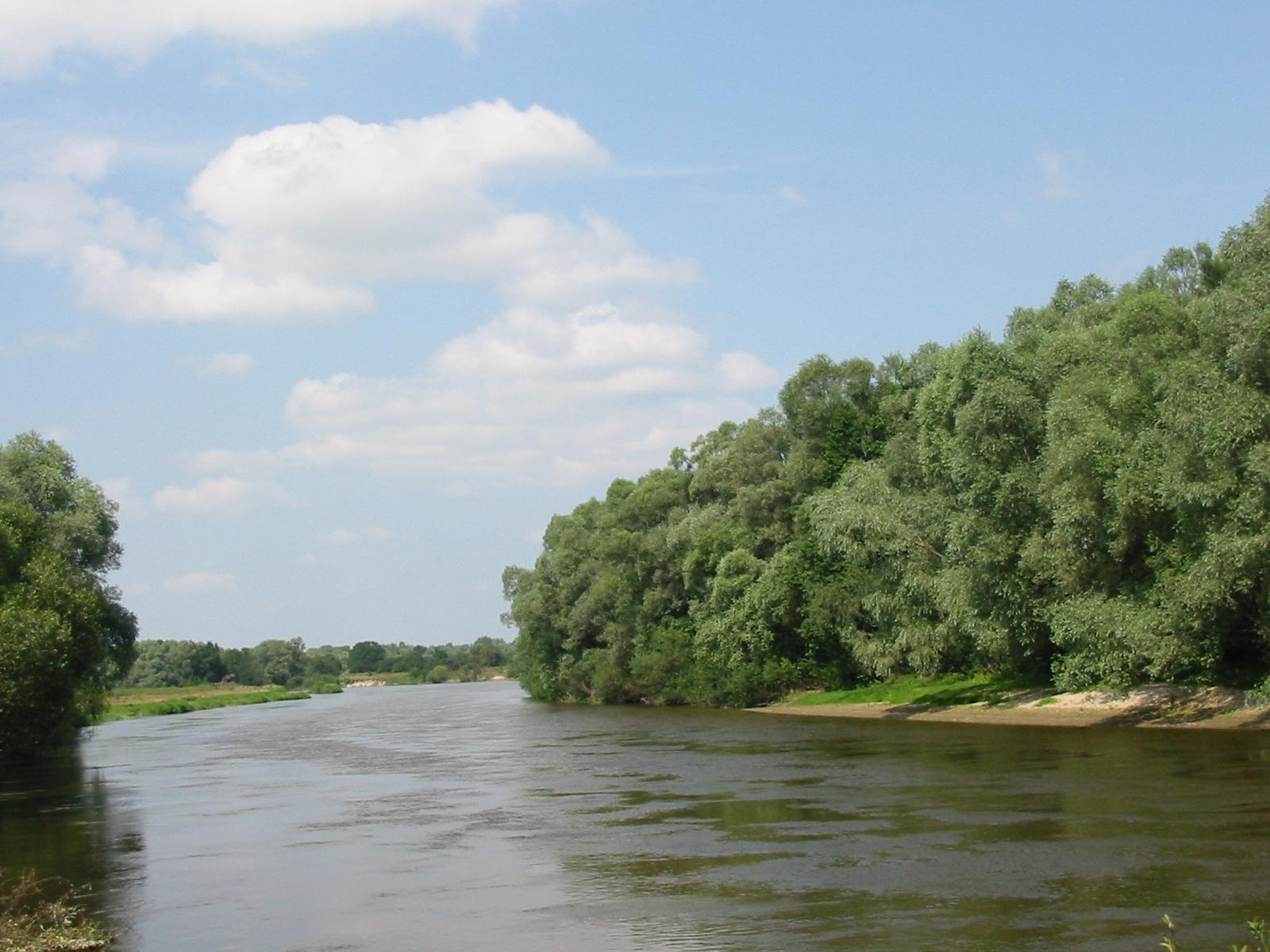
Vista del Bug Occidental cerca de Włodawa, Polonia.

El río Bug Occidental, también llamado Buh (en polaco: Bug; en bielorruso: Захо́дні Буг, en ruso: За́падный Буг; en ucraniano: Західний Буг), es un largo río de Europa oriental, de 772 km de longitud y que drena una cuenca hidrográfica de 39 420 km² (19 284 km² en Polonia).
Nace en Ucrania occidental, al este de Leópolis, y fluye hacia el Noroeste, sirviendo de frontera entre Polonia y Bielorrusia, para internarse luego en territorio polaco, por el cual discurre durante 587 km hasta desembocar en el Vístula al norte de Varsovia. 
En Ucrania, en una de sus riberas está el parque nacional Sac'kij.

## Afluentes
Sus principales afluentes son:
- por la izquierda:

- Poltva, con una longitud de 70 km;
- Bukowa, con una cuenca de 198 km²;
- Sołokija, con una longitud de 71 km y una cuenca de 939 km²;
- Huczwa, con una longitud de 75 km y una cuenca de 1.394 km²;
- Toczna, con una longitud de 41 km;
- Uherka, con una longitud de 44 km;
- Włodawka, con una longitud de 31,5 km y un caudal de 2,3 m³/s;
- Krzna, con una longitud de 120 km, un caudal de 10 m³/s y una cuenca de 3.353 km²;
- Liwiec, con una longitud de 142 km, un caudal de 10,5 m³/s y una cuenca de 2.780 km²;

- por la derecha:

- Luha;
- Muchawiec, con una longitud de 150 km y una cuenca de 6.350 km²;
- Leśna, con una longitud de 85 km y una cuenca de 2650 km²;
- Nurzec, con una longitud de 100,2 km y una cuenca de 2.102 km²;
- Brok, con una longitud de 73 km y una cuenca de 811 km²;